# Spyros Magkounīs
Spyridōn Magkounīs, detto Spyros (in greco Σπυρίδων "Σπύρος" Μαγκουνής?; Amarousio, 10 dicembre 1985), è un cestista greco.

## Carriera
A maggio 2013, firma un contratto con l'Igea Barcellona come "insurance guy" per i play-off, non vedendo di fatto mai il campo con la squadra siciliana a causa della prematura eliminazione ai quarti.